# Dimitri Taikon
Johan Dimitri Taikon (* 1879; gestorben 15. Oktober 1950; auch Milosch genannt) war Angehöriger der Roma-Gruppe der schwedischen Kalderasch und ein bekannter Märchen- und Geschichtenerzähler.

## Leben
Geboren wurde Dimitri Taikon nahe Bollnäs in Schweden in eine Kupferschmied-Dynastie, verbrachte aber viele Jahre auf der Wanderschaft, die ihn in verschiedene Länder vor allem Ost- und Südosteuropas führte, bevor er in späteren Jahren in sein Geburtsland Schweden zurückkehrte. Dort wurde er zum Oberhaupt eines großen Familienverbandes und zu einer Art Patriarch aller schwedischer Roma.
Über die Herkunft der schwedischen Taikoni, der Sippe des großen Märchenerzählers Johan Dimitri Taikon, weiß der schwedische Volkskundler und Ethnologe Carl-Herman Tillhagen (1906–2002) folgendes zu berichten: Bis zum Jahre 1906 scheint Taikon oder Milosch, wie sein Zigeunername lautet, sich vornehmlich in Russland aufgehalten zu haben, dass er von Baku im Südosten bis Archangelsk im Nordwesten kennt. Im selben Jahr zog er auch in den Balkanländern umher und in Polen und Finnland. Mehr beiläufig scheint er in Italien, Österreich, der Tschechoslowakei und in Deutschland gewesen zu sein. Einige Jahre vor dem Ersten Weltkrieg besuchte er Norwegen, wo er viele Jahre lang um- herwanderte. Die letzten dreißig Jahre hat er ausschließlich in Schweden verbracht, wo er sich und seine Familie vom Kupferschmiede-Handwerk, vom Schausteller-Gewerbe und vom Musizieren ernährte. Seit dem Jahre 1942 haben er und seine Gesellschaft ihr Winterquartier in Stockholm.
Taikon setzte sich massiv für die Verbesserung der Lebens- und Bildungsbedingungen seines Volkes in Schweden ein.
Bekannt geworden ist Dimitri Taikon aber vor allem als Erzähler von Märchen, Sagen und ähnlichen Stoffen, von denen er ein überreiches Repertoire im Gedächtnis verfügbar hatte. Umfangreiche Aufzeichnungen sind nach seinen Erzählungen gefertigt und veröffentlicht worden.

## Schriften
- Taikon erzählt: Zigeunermärchen und -geschichten. Aufgezeichnet von Carl Herman Tillhagen. Übertragen von Edzard Schaper. Artemis-Verlag, Zürich 1948.